# Ute Langenau
Ute Langenau (* 16. Oktober 1966 in Eisenhüttenstadt, jetzt Ute Droppelmann) ist eine ehemalige deutsche Volleyballspielerin.
Ute Langenau spielte während ihrer Karriere vielfach in der Nationalmannschaft der DDR und in der deutschen Nationalmannschaft. 1988 nahm sie mit der DDR-Nationalmannschaft an den Olympischen Spielen in Seoul teil und belegte dort Platz fünf. Ute Langenau spielte für den SC Dynamo Berlin (sechs Mal DDR-Meister) und 1992/93 für den USC Münster.